# 수영장

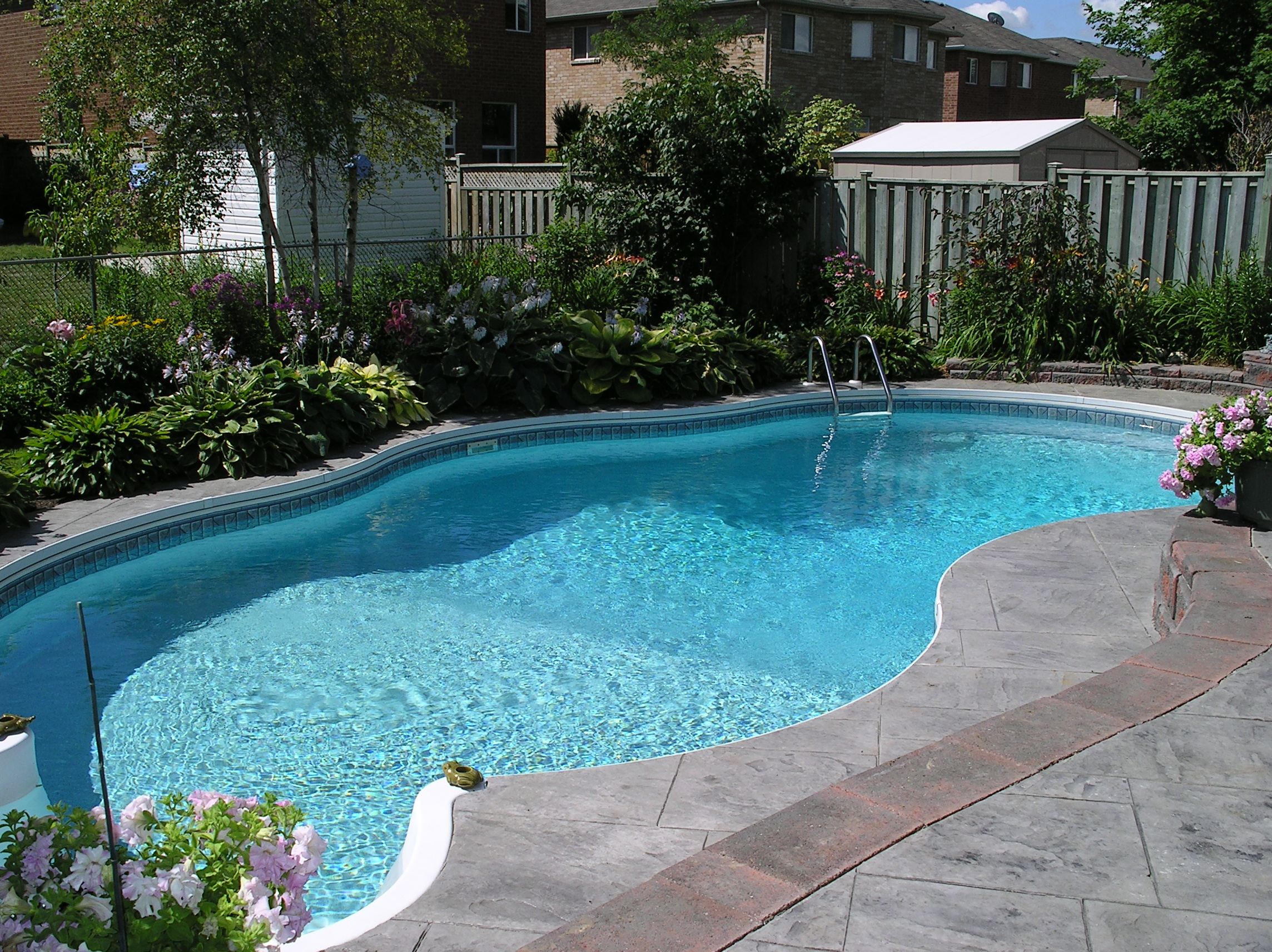
가정집에 설치된 수영장의 모습.

수영장(영어: swiming pool, 문화어: 물공원)은 수영, 물놀이 등 수중 레크리에이션을 즐기기 위해 인공적으로 물을 채운 시설이다. 공식적인 올림픽 경기를 치르기 위한 것에서 가정집 뒷마당에 소규모로 설치된 것까지 다양한 종류가 있다. 수영장은 지상에 건설하거나(지상 수영장) 지상에 건설할 수 있으며(자립형 건축물 또는 건물이나 기타 대형 구조물의 일부로) 원양 여객선과 유람선의 한 특징으로 갖춰질 수도 있다. 지하 수영장은 일반적으로 콘크리트, 자연석, 금속, 플라스틱, 합성물 또는 유리 섬유와 같은 재료로 제작되며 맞춤형 크기 및 모양을 갖거나 표준화된 크기로 제작할 수 있으며 그 중 가장 큰 것은 올림픽 사이즈 수영장이다.
많은 헬스 클럽, 피트니스 센터, 개인 클럽에는 주로 운동이나 레크리에이션을 위해 사용되는 수영장이 있다. 모든 규모의 지방자치단체가 공공 용도로 수영장을 제공하는 것이 일반적이다. 이러한 시립 수영장 중 다수는 야외 수영장이지만 실내 수영장은 실내 수영장 및 레저 센터와 같은 건물에서도 찾아볼 수 있다. 호텔에는 투숙객이 여가 시간에 이용할 수 있는 수영장이 있을 수 있다. 호텔의 특징인 수영장은 관광 지역이나 컨벤션 센터 근처에서 더 일반적이다. 고등학교 및 대학교와 같은 교육 시설에는 체육 수업, 레크리에이션 활동, 여가 활동 및 수영 팀과 같은 경쟁 운동 경기를 위한 수영장이 있는 경우도 있다. 온수 욕조와 스파는 물로 채워진 수영장을 가열하여 휴식이나 수치료에 사용한다. 특별히 설계된 수영장은 다이빙, 수상 스포츠, 물리 치료는 물론 인명 구조원과 우주비행사 훈련에도 사용된다. 수영장은 가장 일반적으로 염소 처리된 물 또는 소금물을 사용하며 가열되거나 가열되지 않을 수 있다.

## 역사
기원전 3천년 경에 세워진 모헨조다로의 "대욕탕"은 폭 7m 너비 12m의 규모로 벽돌로 된 바닥에 타르를 발라 물을 채웠다.
고대 그리스와 로마 제국에서는 레슬링 교습을 위한 파래스트라 안에 훈련을 위해 수영장을 만들었다. 로마의 황제는 물을 채우고 물고기를 풀어 놓은 개인 수영장을 가지고 있었다. 로마 시대의 목욕탕은 헬스 시설과 수영장, 상점, 음식점이 함께 모여 있는 거대한 오락 시설이었다
기원전 4세기 경 스리랑카에 있던 고대 왕국 아누라다푸라에는 "쿠탐 포쿠나"라 불린 수영장이 있었다.
근대적인 수영장은 19세기 중엽 유럽에서 세워지기 시작했다. 1837년 런던에서는 실내 수영장 여섯 곳이 세워졌다. 물이 빠지지 않도록 방수 처리된 실내 온수 수영장은 1843년 빈에서 처음 개장되었다.
대한민국에 처음 세워진 실내 수영장은 1967년 완공된 YMCA 수영장이다.

## 규격
올림픽을 비롯한 국제 대회를 개최할 수 있는 수영장의 규격은 길이 50미터, 폭 21미터, 깊이 1.98미터 이상이 되어야 하며 총 8레인에 레인폭 2.5미터(1~8레인 밖으로 0.5미터 간격 유지)가 되어야 한다.
길이: 전 세계 대부분의 수영장은 미터 단위로 측정되지만 미국에서는 종종 피트와 야드 단위로 측정된다. 영국에서는 대부분의 수영장이 미터 단위로 측정되지만 야드 단위로 측정되는 오래된 수영장은 여전히 존재한다. 미국의 수영장은 일반적으로 25야드(SCY-단거리 코스 야드), 25미터(SCM-단거리 코스 미터) 또는 50미터(장거리 코스)이다. 미국 고등학교와 NCAA는 단기 코스(25야드) 대회를 실시한다. 또한 길이가 33+1⁄3m인 많은 수영장이 있으므로 3개 길이 = 100m이다. 이 수영장 치수는 일반적으로 수구를 수용하는 데 사용된다.
USA 스위밍(USA-S)은 미터법 수영장과 비미터법 수영장 모두에서 수영한다. 그러나 국제 표준은 미터이며 세계 기록은 50m 수영장(단거리 코스의 경우 25m)에서 수영할 때만 인정되지만 미국에서는 25야드 수영장이 매우 일반적이다. 일반적으로 수영장이 짧을수록 같은 거리에 대한 시간이 더 빨라진다. 왜냐하면 수영자는 수영장 끝에서 회전할 때마다 벽을 밀어내면서 속도를 얻게 되기 때문이다.
폭: 대부분의 유럽 수영장은 폭이 10m에서 50m 사이이다.
깊이: 수영장의 깊이는 수영장의 목적과 대중에게 공개되는지 또는 개인 용도로만 사용되는지에 따라 달라진다. 개인용 캐주얼하고 편안한 수영장인 경우 깊이가 1.0~2.0m(3.3~6.6피트)일 수 있다. 다이빙용으로 설계된 공공 수영장인 경우 깊은 쪽 끝의 경사가 3.0~5.5m(10~18피트)일 수 있다. 어린이 놀이 수영장의 깊이는 0.3~1.2m(1~4피트)이다. 대부분의 공공 수영장은 다양한 수영 요구 사항을 수용하기 위해 깊이가 다르다. 많은 관할권에서는 수영장 벽에 명확하게 표시된 수심과 함께 수심을 표시하는 것이 요구된다.

## 종류

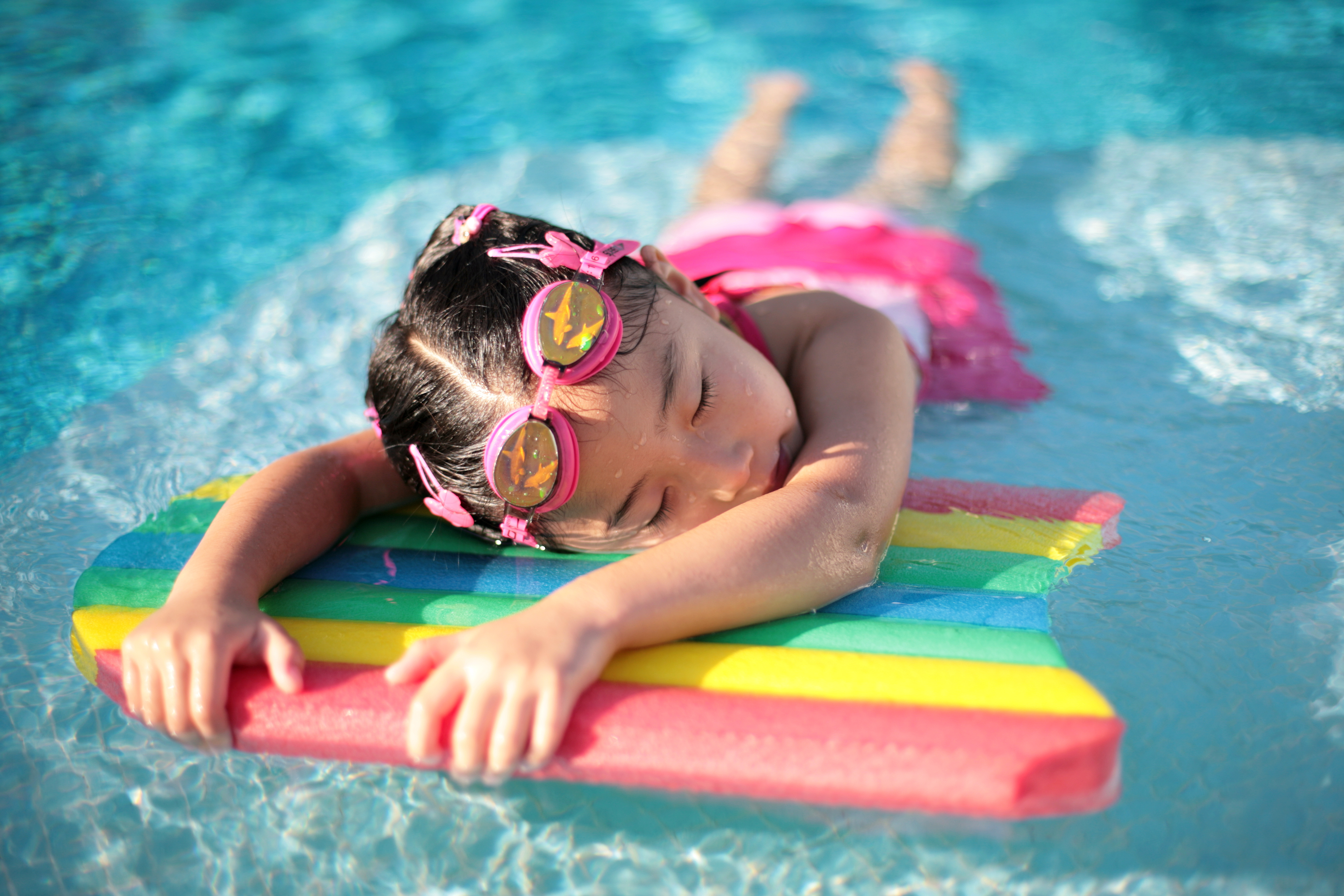
수영장에서 헤엄치다 조는 여자아이.

수영장은 사용 목적에 따라 개인 수영장, 공공 수영장, 경기용 수영장으로 나뉜다. 개인 수영장은 가정집 또는 개인 소유지에 가족이 사용하기 위해 지어진 것이며, 공공 수영장은 스포츠 센터 같이 대중이 사용하도록 개방된 수영장이다. 경기용 수영장은 올림픽 경기와 같이 스포츠 경기를 치를 수 있도록 규격을 갖춰 지어진 수영장이다.
수영장은 실내 또는 실외에 있을 수 있다. 크기와 모양은 제한되지 않으며, 지하 또는 지상에 있을 수 있다. 대부분의 수영장은 영구적인 설비인 반면 다른 수영장은 임시적이고 접이식 구조물이다.

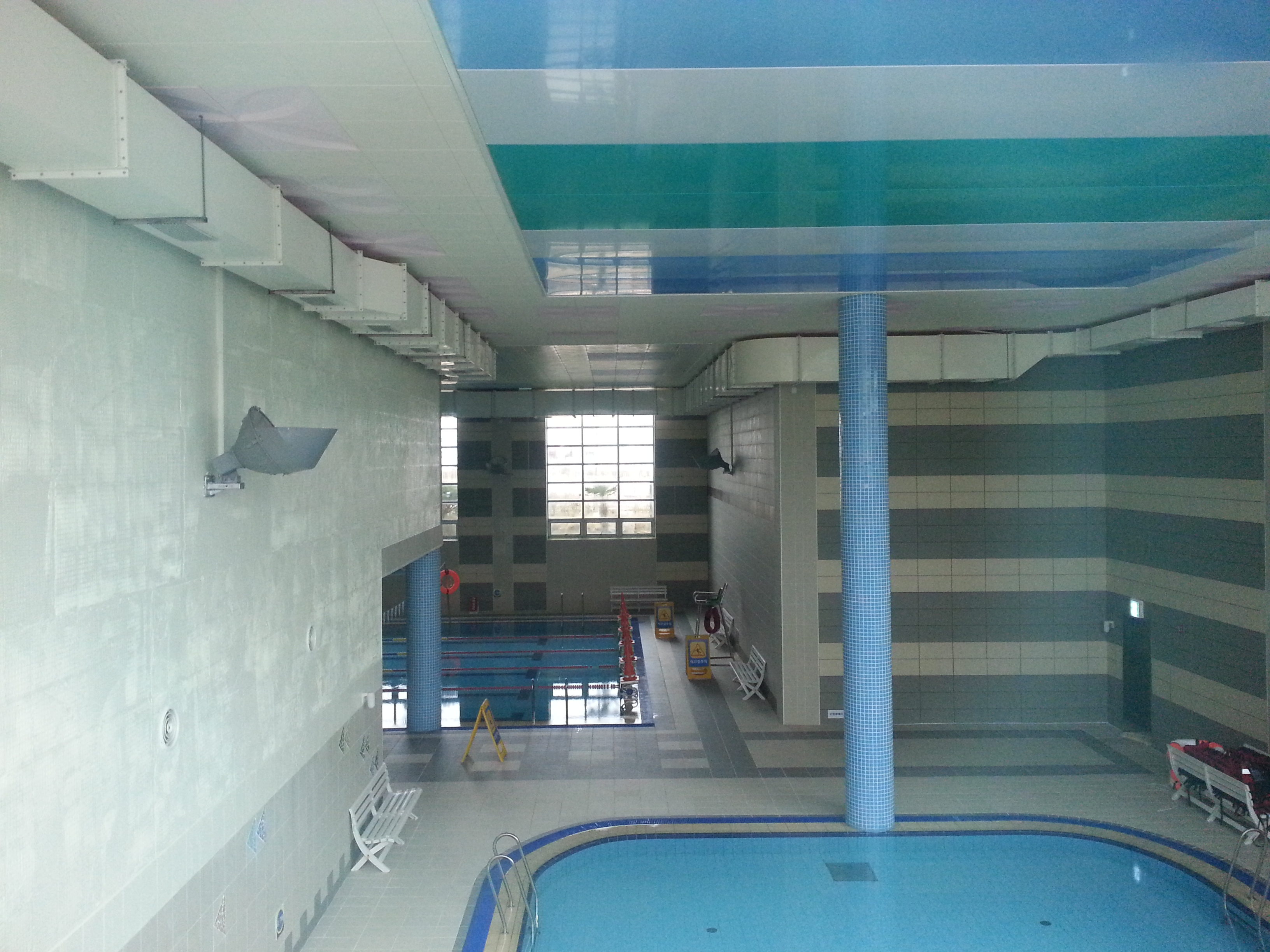
울주군청소년수련관의 수영장.

## 위생
질병과 병원균의 확산을 방지하려면 수영장 물의 박테리아와 바이러스 수준을 낮게 유지해야 한다. 물이 제대로 소독되지 않으면 박테리아, 조류, 곤충 유충이 수영장에 들어갈 수 있다. 물을 위생 처리하기 위해 펌프, 기계식 모래 필터 및 소독제를 사용하는 경우가 많다.
병원균을 죽이는 데 일반적으로 염소(보통 차아염소산칼슘과 같은 차아염소산염) 및 브롬과 같은 화학적 소독제가 사용된다. 적절하게 유지 관리되지 않으면 화학적 위생 처리로 인해 높은 수준의 소독 부산물이 생성될 수 있다. 살균된 수영장 물은 이론적으로 물에 일정량의 철염이나 염화구리가 존재할 경우 녹색으로 나타날 수 있다.
아세설팜 칼륨은 수영하는 사람이 수영장으로 배출하는 소변의 양을 추정하는 데 사용되었다. 캐나다의 한 연구에서는 수영선수들이 약 830,000리터의 물이 있고 올림픽 수영장 크기의 3분의 1 크기인 대형 수영장에 75리터의 소변을 배출한 것으로 추정되었다. 온수 욕조의 마커 판독값이 더 높은 것으로 나타났다. 소변 자체는 상대적으로 무해하지만 소변의 분해 산물은 천식을 유발할 수 있다.

## 안전
수영장에서는 익사 위험이 있으며, 이는 수영 경험이 없거나 발작을 앓고 있거나 심장 또는 호흡기 질환에 취약한 수영자에게 심각한 위험이 될 수 있다. 대부분의 수영장에는 인명 구조원이 고용되어 이러한 위험을 줄이기 위해 수중 구조를 실행하고 필요에 따라 응급 처치를 실시한다.
수영장의 얕은 곳에서 다이빙하면 머리와 목에 심각한 부상을 입을 수도 있다. 다이빙, 특히 머리부터 다이빙은 수영장의 가장 깊은 지점에서 이루어져야 한다. 최소 2.4m(7피트 10인치), 바람직하게는 3.7m(12피트), 물과 보드 사이의 거리가 멀다면 더 깊은 곳이다.
수영장은 익사로 인한 사망 위험도 있으며, 특히 어린이의 경우 더욱 그렇다. 주거용 수영장이 흔한 지역에서는 익사가 아동 사망의 주요 원인이다. 예방 조치로 많은 관할권에서는 무단 접근을 제한하기 위해 주거용 수영장을 울타리로 둘러쌀 것을 요구한다. 이동식 아기 울타리와 같은 많은 제품이 존재한다. 익사 위험을 줄이기 위한 부유형 경보기 및 창문/문 경보기에 대한 증거는 부족하다. 일부 수영장에는 컴퓨터 지원 익사 방지 또는 기타 형태의 전자 안전 및 보안 시스템이 갖추어져 있다.
실내 수영장의 매달린 천장은 안전과 관련된 장치이다. 장력을 받는 재료를 신중하게 선택해야 한다. 특히 부적합한 스테인리스강을 선택하면 응력 부식 균열 문제가 발생할 수 있다.

## 같이 보기
- 중성부력 실험실